# Distrito de Jalandhar
Jalandhar (en punyabí: ਜਲੰਧਰ ਜ਼ਿਲਾ) es un distrito de la India del estado de Punyab. El centro administrativo es la ciudad de Jalandhar. Código ISO: IN.PB.JA.

## Demografía
| Gráfica de evolución de Distrito de Jalandhar entre 1901 y 2011 |
|                                                                 |

Según el censo de 2011 contaba con una población total de 2 181 753 habitantes, de los cuales 1 041 217 eran mujeres y 1 140 536 varones.

## Localidades
- Adampur
- Bhogpur